# Нікаро-Карпенко Микола Йосипович
Микола Йосипович Нікаро-Карпенко (нар. 1894 — пом. 1962) — радянський архітектор, художник, сценограф, аквареліст, працював в місті Маріуполі.

## Життєпис

### Ранні роки
Народився на Чернігівщині 1894 року. Походить з родини військового священика. Мав брата і сестру — Наталю Карпенко, з якою узяв шлюб письменник Борис Антоненко-Давидович, що 20 років страждав у сталінських концтаборах.
Брат закінчив Варшавську академію мистецтв і був відомий як карикатурист.

### Військовий період і полон
Закінчив Черкаський кадетський корпус. Брав участь у Першій світовій війні на Балканах. 1915 року був поранений і взятий у полон австрійцями. Як молодший офіцер користувався невеликими привілеями навіть в полоні і до важкої праці не залучався. Вже тоді знав три мови — російську, французьку та українську. В полоні почав вивчати німецьку, бо перебування в полоні розтяглося на три роки. Ще змолоду грав на музичних інструментах. В полоні у австрійців був організований невеликий оркестр де Микола Карпенко грав на кларнеті, опанував віолончель.

### Нове прізвище
Первісно прізвище було Карпенко. Сестра Миколи подалась в театральні актриси і працювала в місті Харків. Вона запросила брата попрацювати в театрі і Микола відбув у Харків. В пригоді стали і знання мов, і здібності малювання, і гра на музичних інструментах. Почав працювати актором. Тоді і з'явився театральний псевдонім Нікаро-Карпенко, що став прізвищем до смерті.
Мандри з театром і відсутність художника-сценогрфа переорієнтували молодого митця на працю театральним художником. Бажання мати художню освіту привело Нікаро-Карпенка у Київ.

### Художня освіта
Художню освіту отримав у Київському художньо-будівельному інституті. Пройшов стажування в Інституті імені Рєпіна (колишня Петербурзька академія мистецтв) в Ленінграді.
У 1930-ті рр. працював у «Гіпрограді» міста Харкова. Був вимушений приховувати власне походження і значну освіту, аби не потрапити до рук НКВС. Праця в харківському «Гіпрограді» була пов'язана з перебуваннями на будівельних майданах в різних містах і відрядженнями. Серед відряджень був і приморський Маріуполь.

### Маріупольський період
Приблизно з 1947 року мешкав в місті Маріуполі, де працював архітектором. Брав участь у відбудові міста в повоєнні роки.
Перша персональна виставка як художника відбулась у 1949 р. в Маріуполі, чим привніс у культурне життя міста нові риси. Був колекціонером старовинних малюнків, збірка котрих згодом була передана у краєзнавчий музей, позаяк в Маріуполі не було окремого художнього музею.
Порадами митця користувався Коротков Георгій Йосипович, місцевий скульптор.

## Особисте життя
- Перший шлюб — з акторкою в м. Харків, був нетривалим
- Другий шлюб, жінка померла від туберкульозу.
- Був одружений втретє, в родині — два сини — Георгій та Олег[2].

## Вибрані твори
- «Старовинний рояль», акварель, 1939
- «Човни»
- «Хижка рибалки на березі»
- Захід сонця в порту "
- «Вокзальний схил в Маріуполі»
- «Пляж біля вокзалу. Маріуполь», 1952
- «Рейд маріупольського порту», 1957
- Монумент (обеліск)загиблим льотчикам, Міський сад[2]
- дизайн інтер'єру приморської станції «Маркохім»
- дизайн інтер'єру бібліотеки імені Крупської, м. Донецьк
- дизайн інтер'єру Драматичного театру, м. Маріуполь[2]